# 中国驻斐济大使列表
本列表為中華人民共和國駐斐济历任大使名录（附中華民國駐斐濟歷任代表）。

## 历任中国驻斐济大使

### 附：中华民国驻斐技岛、苏瓦副领事（1930年－1949年）
1930年，中华民国政府设置驻斐技岛分馆，馆长为副领事，分馆隶属驻澳大利亚总领事馆。1932年6月14日，外交部命令驻斐技岛分馆更名为驻苏瓦分馆。1937年1月8日，因分馆自成立起，就直接与驻地政府办理领事交涉、与外交部直接文书往来，而非按照章程事事呈交驻悉尼总领事馆转办，名为分馆，实为独立设置的副领事馆，政府明令改驻苏瓦分馆为驻苏瓦副领事馆，以符合制度。1949年，副领事馆升格为领事馆。
| 姓名   | 任命           | 到任           | 免职           | 离任   | 领事职务 | 备注 | 备注 |
| ------ | -------------- | -------------- | -------------- | ------ | -------- | ---- | ---- |
| 郑观陆 | 1930年10月17日 | 1930年10月17日 |                | 1936年 | 代副领事 |      |      |
| 蒋家栋 | 1936年9月3日   | 1936年10月16日 | 1941年5月2日   |        | 副领事   |      |      |
| 陈乐石 | 1940年4月5日   | 1940年11月8日  | 1944年11月14日 |        | 副领事   |      |      |
| 章文骐 | 1944年11月14日 |                | 1947年2月21日  |        | 副领事   |      |      |
| 赖世珍 | 1946年4月13日  | 1946年6月3日   | 1949年1月14日  |        | 副领事   |      |      |

### 附：中华民国驻苏瓦领事（1949年－1950年）
1949年，驻苏瓦副领事馆升格为领事馆。1950年，中华民国政府与英国断交，撤销领事馆。
| 姓名   | 任命          | 到任 | 免职 | 离任      | 领事职务 | 备注     | 备注 |
| ------ | ------------- | ---- | ---- | --------- | -------- | -------- | ---- |
| 庄景琦 | 1949年1月18日 |      |      | 1950年1月 | 副领事   | 代理领事 |      |

### 中华人民共和国驻斐济大使（1976年至今）
1975年11月5日，中国和斐济建交。1976年，中国在苏瓦设立驻斐济大使馆。
| 姓名   | 任命           | 任命          | 到任           | 递交国书       | 免职           | 免职          | 离任           | 外交衔级 | 外交职务     | 备注                   |
| 姓名   | 全国人大常委会 | 主席          | 到任           | 递交国书       | 全国人大常委会 | 主席          | 离任           | 外交衔级 | 外交职务     | 备注                   |
| ------ | -------------- | ------------- | -------------- | -------------- | -------------- | ------------- | -------------- | -------- | ------------ | ---------------------- |
| 张英   | 不適用         | 不適用        | 1976年5月4日   | 1976年5月13日  | 不適用         | 不適用        | 1977年5月      |          | 临时代办     | 筹备开馆               |
| 米国钧 | 1977年10月24日 | 不適用        | 1977年5月3日   | 1977年5月4日   | 1980年8月26日  | 不適用        | 1980年8月      | 大使     | 特命全权大使 | 兼驻萨摩亚             |
| 申志伟 | 1980年8月26日  | 不適用        | 1980年12月     | 1980年12月11日 | 1983年9月2日   | 不適用        | 1985年2月10日  | 大使     | 特命全权大使 | 兼驻瓦努阿图、基里巴斯 |
| 申志伟 | 1984年7月7日   | 不適用        | 1980年12月     | 1980年12月11日 | 1985年3月21日  | 1985年5月7日  | 1985年2月10日  | 大使     | 特命全权大使 | 兼驻瓦努阿图、基里巴斯 |
| 冀朝铸 | 1985年3月21日  | 1985年9月29日 | 1985年8月29日  | 1985年9月4日   | 1987年3月19日  | 1987年7月16日 | 1987年5月      | 大使     | 特命全权大使 | 兼驻瓦努阿图、基里巴斯 |
| 徐明远 | 1987年3月19日  | 1987年8月15日 | 1987年9月13日  | 1987年9月16日  | 1990年12月28日 | 1991年3月7日  | 1991年2月      | 大使     | 特命全权大使 | 兼驻瓦努阿图、基里巴斯 |
| 华君铎 | 1990年12月28日 | 1991年3月7日  | 1991年3月      | 1991年3月19日  | 1993年9月2日   | 1993年12月1日 | 1993年11月29日 | 大使     | 特命全权大使 |                        |
| 侯清儒 | 1993年9月2日   | 1993年12月1日 | 1993年12月     | 1993年12月6日  | 1998年4月29日  | 1998年9月17日 | 1998年8月      | 大使     | 特命全权大使 |                        |
| 陈京华 | 1998年4月29日  | 1998年9月17日 | 1998年9月      | 1998年9月23日  | 2000年4月29日  | 2000年12月4日 | 2000年10月     | 大使     | 特命全权大使 |                        |
| 章均赛 | 2000年4月29日  | 2000年12月4日 | 2000年11月     | 2000年11月30日 | 2003年6月28日  | 2004年3月12日 | 2004年1月      | 大使     | 特命全权大使 |                        |
| 蔡金彪 | 2003年6月28日  | 2004年3月12日 | 2004年3月      | 2004年3月11日  | 2008年4月24日  | 2008年11月6日 | 2008年9月      | 大使     | 特命全权大使 |                        |
| 韩志强 | 2008年4月24日  | 2008年11月6日 | 2008年10月31日 | 2008年11月6日  | 2011年4月22日  | 2011年7月14日 | 2011年6月      | 大使     | 特命全权大使 |                        |
| 黄勇   | 2011年4月22日  | 2011年7月14日 | 2011年7月      | 2011年7月19日  | 2014年11月1日  | 2015年3月19日 | 2015年1月      | 大使     | 特命全权大使 |                        |
| 张平   | 2014年11月1日  | 2015年3月19日 | 2015年2月23日  | 2015年2月26日  | 2017年9月1日   | 2018年1月29日 | 2017年10月     | 大使     | 特命全权大使 |                        |
| 钱波   | 2017年11月4日  | 2018年1月29日 | 2018年1月22日  | 2018年1月23日  | 2022年10月30日 | 2023年2月13日 | 2022年12月     | 大使     | 特命全权大使 |                        |
| 周剑   | 2022年10月30日 | 2023年2月13日 | 2023年1月31日  | 2023年2月2日   | 现任           |               |                | 大使     | 特命全权大使 |                        |